# ダーク・ハーフ
『ダーク・ハーフ』（原題: The Dark Half）は、スティーヴン・キングが1989年に発表したホラー小説である。本作は "Publisher's Weekly" 誌により1989年のベストセラー第2位に選ばれている。
キングはかつて幾つかの作品をペンネームであるリチャード・バックマン名義で出版していた。バックマン名義の多くの作品はキングの作風に比べて暴力的であり、アクション性の強いものであった。バックマンの正体がキングであると発見された後に、彼は本作を書き上げた。
同著者の作品である『ミザリー』では、狂信的な愛読者に対峙した作者を想定することで、小説が読者に及ぼす影響について描かれていた。本作では逆に「小説がその作者にどれほど強い支配力をもたらすか」という主題が掘り下げられている。これらのテーマをさらに発展させて、キングは後年『秘密の窓、秘密の庭』（『Four Past Midnight』収録）という作品に昇華させている。
本作の舞台であるラドロウはキャッスルロックの近郊に位置しており、『ペット・セマタリー』の舞台ともなった。また本作では『ニードフル・シングス』の主人公であるアラン・パングボーン保安官が初めて登場する。

## あらすじ
サディアス（サド）・ボーモントは幼少期から文学で才能を示し、作家を志していた。しかし11歳のとき、彼の「本当の」人生が始まる。酷い頭痛などに悩まされ、検査の結果、脳腫瘍のあることが判明。摘出手術を受けたが、なんとその腫瘍は人間の器官だった。
そして二十数年。サドは念願の作家になるものの、全く売れず、今は教師として生活費を賄う日々を送っていた。しかし、それは表向きの顔であった。サドはジョージ・スタークというペンネームを使い、血なまぐさく、暴力的な作品を発表、ベストセラー作家として時代の寵児となっていたのだった。
しかし、サドはもともとの専門執筆分野であった純文学を本名で執筆したいという思いに駆られ、雑誌『ピープル』にてすべてを公表することを決意する。つまり、「ジョージ・スタークとサド・ボーモントは同一人物」であることを明かし、自らのペンネームを埋葬することにしたのだ。スタークの張りぼて墓にはこう記された。「あまりいいやつではなかった」。
それがサドと彼の邪悪な半身（ダーク・ハーフ）との戦いの始まりだった。

## 日本語版
文春文庫より全2巻で刊行されている。翻訳は村松潔による。
- ダーク・ハーフ〈上〉 ISBN 4-16-714811-0
- ダーク・ハーフ〈下〉 ISBN 4-16-714812-9

## 映画
1993年、ジョージ・A・ロメロを監督として映画化された。